# 李山甫
李山甫（?—?），籍贯不詳。唐朝人。
咸通中，進士久不第，遂归隐河东。光啟年間，魏博节度使樂彦禎聘為從事，以文才名於當時。光启二年，嗣襄王李煴稱帝，彦祯派遣山甫出使镇州拜會成德军节度使王镕，計劃聯合幽、邢、滄諸鎮同盟以拒煴，但其事未成。李山甫由於仕途失意，頗怨恨中朝貴達。中和四年（884年）十二月，宰相王铎出京擔任义昌军节度使，途经魏州，山甫竟唆使樂彦禎之子樂從訓伏兵於高雞泊（今河北故城西南），突襲劫掠，王铎及家属吏佐等三百馀人皆遇難。後不知所终。有《李山甫诗》一卷，已佚。
李山甫容貌美麗，髮長五尺餘，洗髮之後讓婢女用金盤捧着頭髮來梳。有一次客人來到，以為是李山甫的夫人在理髮，就出去了，山甫連忙叫住他，客人才知道是山甫本人。 